# Salix suchowensis
Salix suchowensis là một loài thực vật có hoa trong họ Liễu. Loài này được Cheng ex G.H. Zhu miêu tả khoa học đầu tiên năm 1998.